# La Rabatelière
La Rabatelière är en kommun i departementet Vendée i regionen Pays de la Loire i västra Frankrike. Kommunen ligger i kantonen Saint-Fulgent som tillhör arrondissementet La Roche-sur-Yon. År 2022 hade La Rabatelière 1 018 invånare.

## Befolkningsutveckling
Antalet invånare i kommunen La Rabatelière
| Referens: INSEE |